# Thursania chiriqualis
Thursania chiriqualis là một loài bướm đêm trong họ Noctuidae.